# 却铁匆
却铁匆（?—?），北魏末年河州人。
北魏孝明帝神龟元年（518年）七月，却铁匆聚众反魏，自称水池王。孝明帝和胡太后下诏行台源子恭讨伐。源子恭示以威恩，只不过二十天内，八月甲子，却铁匆到行台源子恭之处归降。